# Jürgen Blaschke
Jürgen Julien Blaschke (* in München) ist ein deutscher Fernsehmoderator und Schauspieler.

## Berufliche Laufbahn
Jürgen Blaschke moderierte die Sendung Computerbox von 1986 bis 1987 beim deutschen Musiksender musicbox und von 1988 bis 1989 beim Nachfolgesender Tele 5 sowie die Sendungen Sounds of Silence, Videowunsch und Gambler. Von 1988 bis 1989 moderierte er zusammen mit Wolfgang Binder auf Tele 5 die Fernsehsendung Bim Bam Bino. 1991 bis 1993 moderierte er die Kinderquizsendung Drops! auf Sat.1 und von 1993 bis 1994 die Kindersendung Zoff auf Sat.1. Für das Kinderfernsehen des Bayerischen Rundfunks moderierte er die Ping-Pong-Spielshow. 1995 war er Außenreporter und von 1997 bis 1999 Co-Moderator bei der ARD-Sendung Pumuckl TV sowie von 1998 bis 1999 Moderator von Cool oder Crash.
Er arbeitet und lebt laut eigener Aussage seit 1994 zusammen mit Christian Bühner als Video- und Musikproduzent in El Rosario auf der Kanareninsel Teneriffa. 2018 spielte er „Julien“ im spanischen Film The Invocation of Enver Simaku.

## Filmografie
- 1986–1989: Computerbox, musicbox, Tele 5
- 1986: Sounds of Silence
- 1987: Videowunsch
- 1987: Gambler
- 1988–1990: Bim Bam Bino, Tele 5
- 1991–1993: Drops!, Sat.1
- 1993: Pingpong, Bayerisches Fernsehen
- 1993–1994: Zoff, Sat.1
- 1995, 1997–1999: Pumuckl TV, ARD
- 1997–1999: Cool oder Crash, ARD
- 2016: Infame (Kurzfilm)
- 2017: Kill Skills (Fernsehserie, eine Folge)
- 2018: The Invocation of Enver Simaku
- 2021: Hubert ohne Staller (Fernsehserie, Folge: Die Kinder der fünf Seen)